# Shiner (Texas)
Pour les articles homonymes, voir Shiner.
Shiner est une ville située à l'ouest du comté de Lavaca, au Texas, aux États-Unis,.

## Démographie
Lors du recensement de 2010, la ville comptait une population de 2 069 habitants. Elle est estimée, en 2016, à 2 137 habitants.

### Source de la traduction
- (en) Cet article est partiellement ou en totalité issu de l’article de Wikipédia en anglais intitulé « Shiner, Texas » (voir la liste des auteurs).